# Queso de Gamonéu

Onís nelle Asturie

Il Queso de Gamonéu o quesu Gamonéu (in italiano:Formaggio di Gamonéu) è un tipo di queso azul (formaggio erborinato) che si lavora nel villaggio di Gamonéu, nel comune di Onís e a Cangas de Onís nelle Asturie in Spagna.
È uno dei formaggi azzurri di Picos de Europa, tra cui sono presenti anche il Cabrales e il Valdeón.
Esistono due varietà di Gamonéu: Gamonéu del Valle e Gamonéu del Puerto.

## Caratteristiche
Il formaggio è prodotto il forme di grandi dimensioni, tra i 3 e gli 8 kg di peso. All'esterno si presenta con una crosta naturale che si affina nel corso della permanenza in grotta assumendo la propria caratteristica colorazione grazie alla flora fungina che si sviluppa in questi ambienti. L'aroma del rpodotto finito è intensamente affumicato e il suo sapore è leggermente piccante. In bocca risulta di consistenza burrosa.